# امامزاده چهل تن
امامزاده چهل تن مربوط به سدهٔ ۱۰ و ۱۱ ه.ق است و در شهرستان گرمسار، بخش ایوانکی، دهستان ایوانکی، جنوب روستای چنداب واقع شده و این اثر در تاریخ ۲۶ اسفند ۱۳۸۷ با شمارهٔ ثبت ۲۶۰۴۷ به‌عنوان یکی از آثار ملی ایران به ثبت رسیده است.